# Tiberio Calcagni
Pour les articles homonymes, voir Calcagni.
Tiberio Calcagni (1532-7 décembre 1565 à Rome) est un sculpteur et peintre italien de la Renaissance.

## Biographie
Élève de Michel-Ange, Tiberio Calcagni est connu pour avoir terminé certaines œuvres de son maître, comme la chapelle Sforza de la basilique Sainte-Marie-Majeure à Rome ou la Pietà aux quatre figures du musée dell'Opera del Duomo de Florence, qu'il a restaurée après sa destruction par Michel-Ange.